# In seiner frühen Kindheit ein Garten
In seiner frühen Kindheit ein Garten ist ein 2005 erschienener Roman von Christoph Hein. Er greift den Fall des 1993 bei einem Polizeieinsatz in Bad Kleinen durch Suizid gestorbenen RAF-Terroristen Wolfgang Grams auf (der im Roman Oliver Zurek heißt), thematisiert die Zweifel an der offiziellen Version und beschreibt die Suche seines Vaters Richard Zurek nach der Wahrheit über den Tod seines Sohns.

## Inhalt
In dem Roman geht es um den Tod des mutmaßlichen Terroristen Oliver Zurek und den Kampf zwischen dessen Eltern und den staatlichen Organen um eine wahrheitsgemäße Darstellung des Tathergangs am Bahnhof von Kleinen. Dort soll sich Oliver Zurek gemäß den Ermittlungen der Polizei selbst erschossen haben. Freunde Zureks und Anhänger der linksextremen Szene sind aber der Meinung, Zurek sei gezielt von der Polizei getötet worden. Ein weiteres Thema des Romans ist die Reaktion der Eltern des Getöteten, ihre Emotion und wie sie mit dem Medienrummel um den Tod des Sohnes umgehen.
Im ersten Abschnitt des Romans beschreibt der Erzähler die Zeit fünf Jahre nach dem Tod Olivers. Olivers Eltern haben immer noch nicht mit dem Fall abgeschlossen, Richard Zurek sichtet immer wieder das von ihm gesammelte Material und schreibt schließlich einen zweiten Brief an den ehemaligen Innenminister. Auf der anderen Seite beginnt für das Ehepaar Zurek allmählich der normale tägliche Alltag, und auch Richard, der sich jahrelang vollständig in sein Haus zurückgezogen hatte, fängt wieder an, sich in die Gesellschaft einzufügen; so besucht er ein Restaurant und trifft sich mit dem Gemeindekirchenrat.
Im zweiten Teil wird die Zeit unmittelbar nach dem Tod Oliver Zureks beschrieben. Dies ist die schwierigste Zeit für die Eltern. Sie werden von der Presse belagert, kennen selbst keine Details über den Tathergang, geschweige denn die Wahrheit über den Tod des Sohnes. In diesem Abschnitt wird auch die Position von Olivers Schwester Christin gegenüber ihrem verstorbenen Bruder deutlich. Christin steht im Staatsdienst. Sie empfindet wenig Trauer, denn sie gibt dem Bruder die Schuld für diesen Vorfall. Dass es nach ihrer Meinung „früher oder später so kommen musste“, ist ein Streitpunkt zwischen ihr und ihrem Vater, da dieser durch die widersprüchlichen Ermittlungsergebnisse, die den Sohn einerseits belasten, andererseits aber durch einen später widerrufenen Obduktionsbericht wieder in Frage gestellt werden, immer misstrauischer gegenüber den Staatsorganen wird und deshalb immer stärker auf einer gründlichen Ermittlung in diesem Fall beharrt. Oliver Zureks jüngerer Bruder Heiner bekennt sich zu Oliver und setzt auch alles daran, die „Wahrheit“ zu ergründen. Er spricht in der Öffentlichkeit, um auf die Widersprüche in diesem Fall aufmerksam zu machen. Dieser Abschnitt des Romans endet mit der Beerdigung Oliver Zureks, auf die die Eltern lange warten mussten, nachdem sich die Freigabe des Leichnams durch die nicht enden wollenden Ermittlungen immer wieder hinausgezögert hat.
Der dritte Teil spielt einige Monate vor Olivers Tod. Jedoch ist dies nur ein einziges Kapitel, in dem man von seiner Zeit mit Katharina Blumenschläger in Algerien erfährt. 
Der Aufbau der Handlung weist eine gewisse Symmetrie auf. Die ersten drei Kapitel spielen fünf Jahre nach Olivers Tod (1998). In Kapitel 4–11 werden die Zeit unmittelbar nach Olivers Tod und die darauffolgenden Jahre (1993–1997) beschrieben, im 12. Kapitel die Zeit vor seinem Tod (1992). Die Kapitel 13–20 spielen wieder in der Zeit nach seinem Tod, die letzten drei Kapitel in der gleichen Zeit wie die ersten drei Kapitel, nämlich fünf Jahre nach Olivers Tod.
Den Schluss des Romans bildet eine Rede von Richard Zurek vor einigen wenigen Schülern und Lehrern in der Aula seiner alten Schule, in der er seinem Ärger über den Staat Luft macht, seinen Amtseid widerruft und sich so endgültig gegen den Staat wendet.

## Übersicht über den Handlungsverlauf
Kapitel 1
Richard Zurek und seine Frau Friederike sitzen wie jeden Abend vor dem Fernseher und warten gespannt auf die Nachrichten, um zu hören, ob etwas Neues über ihren Sohn Oliver berichtet wird. Danach rät Friederike ihrem Mann, vor die Tür zu gehen, um den Kopf freizubekommen. Nach Wochen, die er nur im Haus verbrachte, geht er in das bekannte Dorflokal „Bahnhof“, das er früher des Öfteren besuchte. Dort angekommen, beginnt er ein Gespräch mit einem alten Schüler, Ronald Plöger. Sie reden über Oliver und den Vorfall. Ronald reflektiert seine Schulzeit mit Richard als seinem Lehrer und nennt ihn „streng, sehr streng“; Richard ist auch heute noch eine Respektperson für ihn. Anschließend kehrt Richard nach Hause zurück und erzählt seiner Frau von seinen Erlebnissen „vor der Tür“.
Kapitel 2
Frühmorgens beim Ehepaar Zurek. Nach einer Tasse Tee geht Richard Zurek in sein Arbeitszimmer, das sich in den letzten fünf Jahren sehr verändert hat. Die Schulbücher sind verschwunden und stattdessen sind große Aktenordner aufgestellt worden. In diesen befinden sich alle Informationen, die hilfreich sein könnten, den wahren Grund für den Tod seines Sohnes Oliver herauszufinden. Als er gerade dabei ist, einen Brief an den ehemaligen Innenminister zu schreiben, ruft ihn seine Frau zum Mittagessen. Sie erinnert ihn an ein Treffen mit dem Pfarrer und dem Architekten. Nach dem Mittagessen geht Richard daher ins Gemeindezentrum, um dort mit dem Architekten und dem Pfarrer über eine neue Wand zu sprechen, da die alte Wand bei einem Erdbeben einen Riss bekommen hat. Nach der Besprechung spaziert Richard mit dem Pfarrer noch ein wenig durch die Stadt und unterhält sich mit ihm. Nachdem er nach Hause zurückgekehrt ist, geht er zurück in sein Arbeitszimmer, um den Brief an den Minister fertig zu schreiben.
Kapitel 3
Richard und Friederike Zurek besuchen den Bahnhof in Kleinen, wo ihr Sohn Oliver ums Leben gekommen ist. Am Bahnhof beschließt Richard Zurek, weil eine Bahnhofsangestellte Oliver Zurek als Mörder bezeichnet, für seinen Sohn vor Gericht zu ziehen, um dessen Unschuld zu beweisen. Da er nicht verstehen kann, wie die Behörden seinen Sohn als Mörder verurteilen können, liest er mehrmals die Berichte der Staatsanwaltschaft, Zeitungsartikel sowie seinen Briefwechsel mit dem Rechtsanwalt.
Kapitel 4
Die Familie erinnert sich an den Tod Olivers, der bei einem Schusswechsel mit der Polizei unter mysteriösen Umständen ums Leben gekommen ist. Christin, die ältere Schwester Olivers, hat einen Beamteneid geleistet und steht deshalb im Konflikt zu ihrem Bruder, den sie als einen Terroristen und Polizistenmörder beschreibt. Im Gegensatz zu Christin hat Heiner, der jüngere Bruder Olivers, ihm versprochen, sich um die Eltern zu kümmern, wenn Oliver untertaucht. Aufgrund der Widersprüche in den Ermittlungen um Olivers Tod bringen Freunde von Oliver den Rechtsanwalt Feuchtenberger mit, um eine weitere Obduktion zu beantragen. Laut Befragung der Einsatzkräfte soll Oliver erst einen der Polizisten erschossen haben und anschließend sich selbst. Zeugen jedoch haben beobachtet, dass Oliver von den Polizisten erschossen worden sei. Daraufhin tritt der Innenminister zurück und der Generalbundesanwalt wird in den Ruhestand entlassen.
Kapitel 5
Kobelius, der neue Schuldirektor, besucht Friederike und Richard Zurek und spricht mit ihnen über Olivers Tod sowie über den Wunsch der Abiturientenklassen, mit Richard eine Veranstaltung abzuhalten. Kobelius will Zurek davon überzeugen, mit den Schülern über das Ereignis zu sprechen. Karin Gloedel, eine ehemalige Freundin Olivers, bringt Briefe und Zeichnungen von ihm zu den Eltern, da sie befürchtet, dass diese Aufzeichnungen Olivers bei einer Hausdurchsuchung beschlagnahmt werden könnten.
Kapitel 6
Christin besucht mit ihrem Sohn Konstantin ihre Eltern. Matthias, ihr Ehemann, ist wegen einer Dienstreise verhindert. Nach der Ankunft teilt Christin ihren Eltern mit, dass sie lediglich für einen Tag bleiben können, da sie geschäftlich zu tun habe. Sie erkundigt sich bei ihren Eltern, wann die Beerdigung stattfinde. Ihr Vater teilt ihr mit, dass Olivers Leichnam noch nicht freigegeben wurde, da er für weitere Untersuchungen benötigt werde. Es kommt zur Diskussion, warum Christin und Oliver sich auseinandergelebt haben, obwohl sie früher ein Herz und eine Seele waren. Christin erzählt ihnen, dass Oliver mit ihr nichts mehr zu tun haben wollte, da sie und Matthias zu denen gehörten, die er bekämpfte. Er habe einen Kampf gegen das „Schweinesystem“, den „Volkskrieg“, die Ausbeutung und den Imperialismus geführt. Weiterhin verdeutlicht Christin ihre Position zu Olivers Tod, indem sie ihre Vermutung äußert, dass er ein Polizistenmörder und Selbstmörder sei. Richard Zurek macht ihr klar, dass sie ihren Bruder nicht verurteilen dürfe, solange keine endgültigen Ergebnisse vorlägen.
Kapitel 7
Fassungslos verfolgen Richard und Friederike Zurek die Nachrichten, in denen bekanntgegeben wird, dass sich Oliver selbst umgebracht habe. Daraufhin telefoniert Zurek mit seinem Anwalt, der den Gutachter für unglaubwürdig befindet, da er sich in seinen Aussagen widerspricht. Des Weiteren leitet Richard eine Strafanzeige gegen den Bundeskanzler wegen Verunglimpfung des Andenkens Verstorbener ein. Am nächsten Tag telefoniert Friederike mit Christin, die versucht, ihre Mutter zu beruhigen. Richard erhält einen Anruf im Namen von Schulrektor Kobelius, der die geplante Demonstration zur Ermordung Olivers absagt, da er einen Polizistenmörder nicht unterstützen will.
Kapitel 8
Zurek fährt zu seinem Rechtsanwalt Feuchtenberger nach Wiesbaden. Er bittet ihn, sogenannte Revoluzzer von ihm fernzuhalten, da sie sehr lästig seien. Aus den eingekauften Zeitungen versteckt er die schlimmsten Artikel über Oliver vor seiner Frau. Er regt sich über die einander widersprechenden Berichte auf. Die Leiche von Oliver wird freigegeben.
Kapitel 9
Richard Zurek will Olivers Beerdigung in aller Stille abhalten. Dabei soll Journalisten kein Anlass für hämische Anschuldigungen gegeben werden. Am Abend vor der Beerdigung sitzen Friederike, Richard, Christin und Matthias zusammen. Friederike Zurek erzählt Geschichten aus der Kindheit ihrer Kinder, wobei keiner den Tod Olivers ansprechen möchte, um einen Streit zu vermeiden. Pfarrer Alarich, der Oliver konfirmiert hat, hält die Ansprache bei Olivers Beerdigung auf die Bitte seines Vaters hin. Er erzählt von Olivers Wahrheitsliebe und ausgeprägtem Rechtsgefühl, allerdings erwähnt er auch seine Ungeduld und fehlende Gelassenheit. Ein unbekannter junger Mann tritt an das Grab Olivers und ruft leidenschaftlich die Worte „unvergessen“ und „Rache“ aus. Die Mutter ist nach Heiners Auffassung sehr ruhig und gelassen. Richard Zurek gibt sich die Schuld am Tode Olivers. Die Flut der Artikel über Oliver nimmt mit der Zeit ab, bis zwei Wochen nach der Beerdigung nichts mehr erscheint. 
Kapitel 10
Sieben Monate nach dem Tod Oliver Zureks wird das Verfahren zur Untersuchung von Olivers Tod eingestellt. Diese Entscheidung kann Richard Zurek nicht verstehen. In seiner Bestürzung beginnt er zu glauben, dass die Staatsgewalten sich verschwören. Mit seinem Anwalt Feuchtenberger legt er Beschwerde gegen die Einstellung ein.
Kapitel 11
Herrn und Frau Zureks Alltag nimmt wieder seinen Lauf. Oliver ist seit einem Jahr tot, dennoch haben sie keine Veränderungen in seinem Zimmer vorgenommen. Zurek liest die Bücher seines Sohnes, um seinen gegangenen Weg nachzuvollziehen. Nach der Einstellung des Verfahrens wird Zurek deutlich, dass er den angefangenen Kampf nie gewonnen hätte. Zurek schreibt einen Brief an den ehemaligen Innenminister und an den ehemaligen Generalbundesanwalt in der Hoffnung zu erfahren, was damals in Kleinen passiert ist. Er beteuert, dass niemand von der Antwort erfahren wird. Als Herr und Frau Zurek das Grab ihres Sohnes besuchen, finden sie ein Spruchband mit Racheschwüren, das Zurek sofort beseitigt. Sie beschließen, Katharina Blumenschläger im Gefängnis zu besuchen, da sie ja schon zur Familie gehört. 
Kapitel 12
Anfang Juli beschließt Richard Zurek, mit seiner Frau Friederike einen zweiwöchigen erholsamen Wanderurlaub in Mooskopf (Schwarzwald) zu machen. Nach dem „Abschiedsbrief“ ihres Sohnes Oliver vor zwei Jahren haben sie nichts mehr von ihm gehört. In Mooskopf angekommen, bemerken sie einige Fahndungsplakate, auf denen unter anderem auch ihr Sohn Oliver zu sehen ist. Da die Plakate erst zwei Tage vor Beginn ihres Urlaubs aufgehängt wurden, vermutet das Ehepaar ebenfalls beschattet zu werden. Friederike möchte abreisen, Richard sieht hingegen den Urlaub als nötig an. Sie bleiben die bezahlten 14 Tage. In den folgenden Jahren ziehen sich die Zureks zu Hause zurück und lenken sich mit alten Gewohnheiten ab, um so den Tod Olivers zu verarbeiten. Zurek wendet sich vor allem seinem alten Papierkram und Friederike ihrem Garten und ihrem Haushalt zu.
Kapitel 13
Gelegentlich kommen Leute zu den Zureks, die behaupten, Freunde von Oliver zu sein. Mehrmals tritt auch Gerd Schmückle mit den Zureks in Kontakt. Da er aber immer wieder den Staat und die Polizei beleidigt, wirft Richard Zurek ihn aus der Wohnung. Nach diesem letzten Besuch beginnen die Zureks ein Gespräch über die Vergangenheit. Auch hat Richard Zurek große Selbstzweifel. Seine Frau zerstreut diese Zweifel, indem sie ihm erzählt, was er in seinem Beruf alles erreicht habe. Außerdem reden sie über ihr Kennenlernen und den Anfang ihrer Beziehung.
Kapitel 14
Die Eheleute Zurek bekommen keine Besuchsgenehmigung für Katharina Blumenschläger, da ihr wegen des Verdachts auf Mitgliedschaft in einer terroristischen Vereinigung untersagt wurde, Besuch zu empfangen. Ein dreiseitiger Brief Katharinas erreicht Zureks, in dem sie über ihre Zelle, sich, ihre Liebe zu Oliver und wie er sie prägte schreibt. Von seinem Anwalt erhält Zurek fünf Monate nach Einstellung des Verfahrens ein Päckchen mit der Beschwerde und dem dazugehörigen Gutachten, die er zu Kenntnis nehmen soll. Zurek gibt sich danach geschlagen, aber nicht hoffnungslos. Er ruft Feuchtenberger an, der ihn fragt, ob er auf die Briefe an Minister und Generalbundesanwalt Antworten bekommen habe. Zurek antwortet nicht darauf und erklärt nach mehrmaligem Nachfragen Feuchtenbergers, dass er sich in seiner Definition von Beamten, die er seine Schüler lange Zeiten lehrte, selbst getäuscht habe, da sie nicht der Wirklichkeit entsprächen. Feuchtenberger geht darauf kaum ein und sagt lachend, dass man durch Übersetzungen vieles falsch verstehe, und erwähnt, dass er die Beschwerde mit Gutachten abschicken werde. Zurek antwortet ihm darauf, dass er heute unglücklicher sei als vor einem Jahr, und legt auf.
Kapitel 15
Christin und ihr Mann Matthias müssen zu einem Kongress nach Dallas fliegen, weshalb die Zureks nach Hamburg fahren, um dort auf ihren Enkel Konstantin aufzupassen. Nach Christins Rückkehr diskutiert sie mit ihren Eltern über die verschiedenen Ansichten zur Schuld Olivers. Trotz aller negativen Gedanken erinnert sie sich an die schöne Kindheit mit Oliver in dem früheren Garten der Familie Zurek. Zuhause geht Richard zum Treffen des Gemeinderats, wo Pfarrer Alarich den Mitgliedern der Sitzung mitteilt, dass er bald in den Ruhestand gehen werde und seinen Nachfolger suche.
Kapitel 16
Im Oktober bekommt Richard Zurek Besuch von seinem alten Freund Lutz Immenfeld, der ihm vorschlägt, einen neuen, prominenten Anwalt zu engagieren, um den Fall Oliver erneut aufzunehmen. Zurek lehnt dies ab, da der Staat seiner Meinung nach für die eigene Sicherheit einzelne Individuen opfere und die Gesetze missachte. Um eine gerechte Rechtsprechung zu erzwingen, müsse man, so Zurek, mit Gewalt gegen den Staat ankämpfen. Auf Immenfelds enthusiastisches Angebot, ihn bei einem Kampf gegen den Staat kräftig zu unterstützen, antwortet Zurek, dass er geschworen habe, die Gesetze des Landes zu hüten, und sich nicht wie die „dummen Jungs“ dem Glauben hingebe, er könne allein einen ganzen Staat bezwingen. Zwei Tage später erhalten die Zureks einen Brief von Katharina Blumenschläger, in dem sie ihre Taten bereut und sich eingesteht, dass ihr Handeln zum Gegenteil dessen geführt habe, was sie eigentlich beabsichtigte. Sie rechtfertigt ihre Entscheidungen mit ihrer Liebe und Verantwortung der Gesellschaft gegenüber.
Kapitel 17
Zurek besucht seine ehemalige Geliebte Susanne, schwelgt mit ihr in alten Erinnerungen und küsst sie schließlich. Als er nach Hause kommt, findet er seine eifersüchtige Frau, die sich beim Aufhängen der Gardinen verletzt hat. Da es ursprünglich seine Aufgabe war, lässt er ihre Vorwürfe, er würde sich zu oft verabreden, über sich ergehen.
Kapitel 18
Nachdem Christin ihren Weihnachtsbesuch abgesagt hat, kommt nur Heiner mit einer Arbeitskollegin. Anschließend unternehmen die Eltern einen Kurzurlaub in Frankfurt. An Richards Geburtstag besucht Christin mit ihrer Familie ihre Eltern. Christin und ihr Vater führen eine rege Diskussion über die Geschehnisse um Oliver. Sie ist der Auffassung, dass Oliver ein gerechtes und plausibles Urteil verdient habe, während ihr Vater der Meinung ist, dass Oliver erst durch die Justiz und Polizei zur Kriminalität getrieben worden sei. 
Kapitel 19
Da der Anwalt Feuchtenberger alle Rechtsmittel ausgeschöpft hat und nun keine Möglichkeiten mehr hat, den Staat anzugreifen, sieht er es als letzte Chance, im Blumenschläger-Prozess noch Fakten aufzunehmen, um den Fall von Oliver zu wiederholen. 
Kapitel 20
Urlaub auf Amrum. Die Presse belastet die Zureks nicht mehr. 
Kapitel 21 (Siehe Kapitel 3)
Die Zureks fahren nach Kleinen und schauen sich den Bahnhof an. Sie vereinbaren einen Besuchstermin in der Strafvollzugsanstalt, um sich mit Katharina Blumenschläger zu treffen. Dort unterhalten sie sich über die Zeit mit Oliver. Wieder zuhause, verständigt Richard Zurek Feuchtenberger, den Prozess zu führen. Zurek hat auf den Brief an den Innenminister keine Antwort erhalten, deshalb ruft er dort an, bekommt aber nur die Mitteilung, dass Briefe von Querulanten nicht beantwortet würden. Zurek amüsiert sich über diese Bezeichnung und unterrichtet seine Frau darüber.
Kapitel 22
Der Prozess um Olivers Tod findet statt. Christin erfährt erst durch die Presse von dem bevorstehenden Prozess und ist wütend darüber. Sie beschwert sich bei den Eltern, dass es ihr und ihrem Mann reicht, sich vorführen zu lassen. Die Klage wird mit der Begründung abgewiesen, dass man weder Selbsttötung noch Fremdtötung beweisen könne. Somit bleibt Oliver vor dem Gesetz aber schuldlos. Richard Zurek möchte den Schülern der Schule die Wahrheit berichten, doch diese Bitte wird abgelehnt.
Kapitel 23
Richard hält eine Rede in der Schule, in der er den Tod seines Sohnes erklärt. Dabei widerruft er seinen Amtseid und offenbart seine persönlichen Ansichten über den Staat der Öffentlichkeit.

## Figuren
- Dr. Richard Zurek: ehemaliger Schuldirektor und Vater Oliver Zureks, der für das Herausfinden der Wahrheit kämpft.
- Friederike Zurek: Hausfrau und Mutter Oliver Zureks, die versucht, die Familie zusammenzuhalten.
- Christin Zurek: ältere Schwester Olivers. Ist im Staatsdienst. Sie lehnt Olivers Engagement sowie jegliche Aktivitäten in einer terroristischen Vereinigung ab
- Heiner Zurek: der jüngere Bruder, sieht in Oliver ein Vorbild und kann dessen Haltung gegenüber dem Staat nachvollziehen.
- Feuchtenberger: Anwalt der Familie Zurek, der sich engagiert um Gerechtigkeit bemüht.
- Gerd Schmückle: Durch ihn kam Oliver in die linksextreme Szene. Er ist gewaltbereit, hat eine aggressive Haltung gegenüber dem Staat, organisiert linksextreme Veranstaltungen und versucht, Richard Zurek dazu zu bewegen, auf einer solchen über seinen Sohn zu sprechen.
- Karin Gloedel: Mit Oliver befreundet, aber nicht in der linksextremen Szene aktiv. Sie überbringt seinen Eltern seine Hinterlassenschaften: einige Aquarelle und sein Tagebuch.
- Katharina Blumenschläger: Olivers Freundin und ebenfalls Mitglied der linksextremen Szene. Sie wurde mit ihm verhaftet und später zu einer lebenslangen Gefängnisstrafe verurteilt.
- Lutz Immenfeld: alter Schulfreund Richard Zureks. Er ermutigt Richard, weitere juristische Maßnahmen zu ergreifen, um mehr Details über den Fall von Kleinen zu erfahren.
- Susanne Parlitzke: eine Geliebte Richard Zureks aus vergangenen Tagen. In der Erzählgegenwart trifft er sie zufällig in einem Blumenladen wieder.
- Sigrid Erckmann: Arbeitskollegin von Heiner Zurek.

## Historischer Hintergrund
Historischer Hintergrund des Romans ist der Tod des RAF-Mitglieds Wolfgang Grams. Grams sollte zusammen mit Birgit Hogefeld im Juni 1993 am Bahnhof von Bad Kleinen in einem GSG-9-Einsatz festgenommen werden. Dabei wurde der Polizist Michael Newrzella getötet, Grams beging Suizid, Hogefeld wurde verhaftet.
Tathergang und Ermittlungsergebnisse mit ihren Folgen sind den Ereignissen vom Bahnhof Bad Kleinen 1993 sehr ähnlich und werden im Roman detailliert wiedergegeben. Der Rücktritt eines Ministers beispielsweise oder die Stellungnahme der Staatsanwaltschaft, nach der sich Oliver Zurek selbst erschossen habe, stimmen mit den damaligen Vorfällen überein. Weitere Personen aus dem Umkreis von Wolfgang Grams finden sich unter anderen Namen im Roman wieder. So lässt sich die Freundin des Protagonisten, Katharina Blumenschläger, auf Birgit Hogefeld, Grams’ Freundin, beziehen.
Heins Erzählung endet vor dem Jahr 2001. Nicht berücksichtigt wird das Ergebnis einer DNA-Analyse im Jahr 2001, die ergeben hatte, dass ein Haar, das 1991 am Tatort der Ermordung des Treuhand-Chefs Detlev Rohwedder gefunden worden war, von Grams stammte (siehe Hauptartikel).

## Rezeption
Der Roman wurde von der Presse unterschiedlich, aber insgesamt zurückhaltend aufgenommen und wird als eine der schwächeren Arbeiten Heins bewertet. Die Zeit bemängelt neben der „Betulichkeit und Eintönigkeit“ des Stils „dramaturgische Sorglosigkeit“ und bezeichnet den Roman als „frommes Traktätchen für enttäuschte Genossen“. Die FAZ kritisiert „hölzerne Dialoge“ und „steife Erzählschritte“, „leblosen Pseudorealismus“ statt realistischer Detailgenauigkeit; die NZZ „haarscharfes Schrammen am Kitsch“. Zudem wird die grundsätzliche Tendenz des Buches kritisiert. Hein mache sich zum „Sprachrohr jener Mythologisierungen“, die die Verbrechen der RAF verkläre. Anders als Jan Philipp Reemtsma sei es ihm nicht gelungen, Mechanismen der Mythologisierung zu analysieren und zu beschreiben. Hein mache sich die These der RAF zu eigen, dass der Kampf der Terroristen „schmutzig war, weil der Staat schmutzig“ war. Vielleicht habe Hein mit der einfachen Botschaft seines Buches, dass die BRD nicht der moralisch überlegene Staat war, als der er zu Wendezeiten bisweilen erschien, den in „postsozialistischer Depression Versunkenen Trost spenden wollen“ (Die Zeit). Nach Ansicht der TAZ ist der Autor mit seinem Roman „literarisch gescheitert, weil er es zu gut meinte. Weil er in seiner Aufarbeitungsgeschichte um die RAF und die bundesrepublikanische Demokratie mehr um engagierte Argumentation bemüht ist, als um komplexe, glaubhafte Figuren“. Die Frankfurter Rundschau wertet den Roman als „‚Lehrstück‘, aber eines, das uns sowohl ‚anrührt‘ als auch ‚angeht‘.“ Die Süddeutsche Zeitung resümiert: „Eine trockene Sprache ist keine Gewähr für die Wahrheit des Gesagten: Christoph Hein besichtigt die späten Tage der RAF und erfindet eine falsche Geschichte.“
Der Intendant des Theaters Heilbronn schrieb mit Christian Marten-Molnár und Birte Werner eine Bühnenfassung, die im Juni 2009 in Heilbronn uraufgeführt wurde.

## Ausgaben
- In seiner frühen Kindheit ein Garten. Frankfurt 2005. ISBN 978-3-518-41667-9
  - Suhrkamp Taschenbuch. Nr. 3773. 5. Aufl. Frankfurt 2010. ISBN 3-518-45773-X